# Neutralismus (Internationale Politik)
Neutralismus (adj. neutralistisch), auch positiver Neutralismus, ist die prinzipielle Bündnislosigkeit eines Staates der Internationalen Beziehungen. Er wird deshalb auch als Nationalneutralismus bezeichnet.
Der Neutralismus wird von unterschiedlichen Ländern unterschiedlich gehandhabt. Wegen der Nachsilbe -ismus und wegen prinzipieller Kritik an der Bündnislosigkeit wird der Begriff  oft auch polemisch verwendet. In der Zeit des Kalten Kriegs wurde darunter die grundsätzliche Bündnisfreiheit der Bewegung der Blockfreien Staaten verstanden. In den 1930er Jahren wurde damit die außenpolitische Doktrin der USA bezeichnet (doktrinärer Neutralismus).